# San Sebastián de Hano
San Sebastián de Hano es un convento actualmente ocupado por los Padres Capuchinos situado en el municipio de Escalante (Cantabria, España), junto al monte Hano y las marismas de Santoña en la isla de Montehano. Es también llamado convento de Montehano. Fue declarado Monumento Nacional el 6 de noviembre de 1981.

## Historia

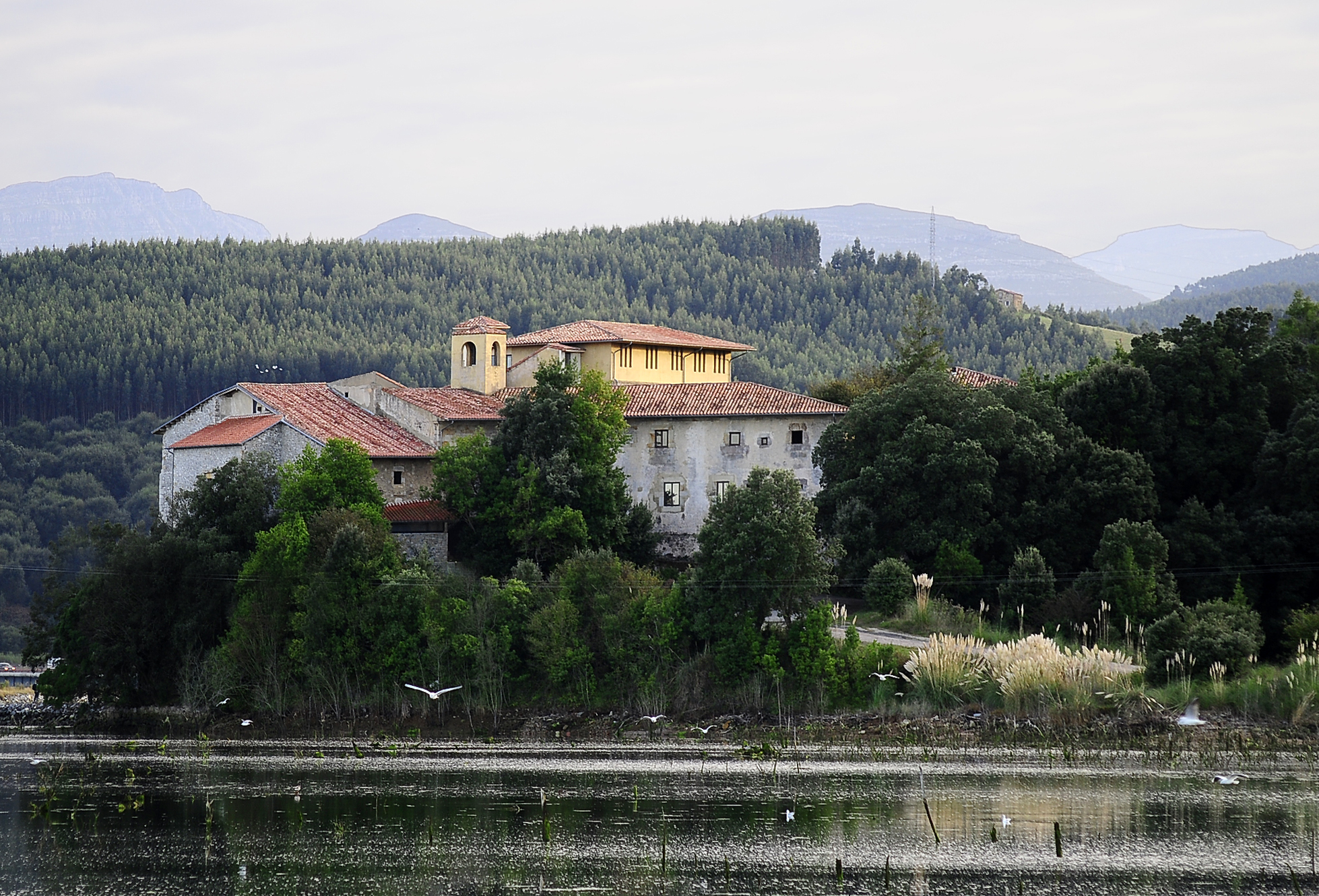
Vista del edificio

Sus orígenes se remontan a la Baja Edad Media. Aunque se tienen vagas noticias de que existió un convento en ese lugar en el siglo XIV, fue en el año 1441 cuando se fundó el monasterio con el mecenazgo de Beltrán Ladrón de Guevara, Señor de Escalante y Conde de Zahalú, sobre lo que había sido una ermita o capilla dedicada a advocación de Nuestra Señora del Monte y pasó a ser habitado por la orden franciscana.
En sus inicios, la ubicación del cenobio, junto al Hano, era la de un islote rodeado por las marismas. Actualmente esta configuración geomorfológica se ha perdido pero de esa condición se derivaba el privilegio, concedido el año 1491 por los Reyes Católicos, de la posesión de barco que era utilizado para cruzar a las rías cuando no se accedía por el puente de Hano. La documentación histórica conservada abunda en litigios con la cercana villa de Escalante (pleitos de la leña, disputas por el dominio de las rías, etc.), que se prolongaron por siglos.
En 1597 fue lugar de entierro de Bárbara Blomberg, madre de Don Juan de Austria y amante del emperador Carlos V.
En el siglo XVII el convento pasó por una importante reforma que hizo que actualmente la mayor parte de su arquitectura date de este siglo.
Ya en el año 1808 se tiene constancia del alojamiento de soldados napoleónicos durante la invasión francesa.
En 1835 el monasterio sufrió la desamortización de Mendizábal, y pasó a manos privadas. En 1879 la Condesa de Casa Puente donó al obispado el edificio y fue ocupado por la Orden de los Hermanos Menores Capuchinos. Allí está enterrada su hija Joaquina de la Pezuela.
En el año 1978 el monasterio fue nuevamente restaurado.